# Gorno Nerezi
Gorno Nerezi (en macédonien Горно Нерези) est un village situé à Karpoch, une des dix municipalités spéciales qui constituent la ville de Skopje, capitale de la Macédoine du Nord. Le village comptait 314 habitants en 2002 et se caractérise par une forte majorité de population albanaise. Tout proche de l'agglomération de Skopje, il est resté un village en raison de sa difficulté d'accès et de son altitude élevée. Il se trouve en effet sur les pentes occidentales du mont Vodno, qui culmine à 1066 mètres. Son nom signifie « Haut Nerezi », ce qui permet de le différencier de Dolno Nerezi, le « Bas Nerezi », situé au pied de la montagne et faisant aujourd'hui partie intégrante de l'agglomération skopiote.
Gorno Nerezi est connu dans toute la Macédoine du Nord pour son église Saint-Panteleimon, remarquable pour ses fresques médiévales. Le village renferme également des tombes antiques.

## Démographie
La population est principalement engagée dans l'agriculture et l'élevage. Lors du recensement de 2002, la municipalité comptait :
- Albanais :  282
- Macédoniens : 22
- Turcs : 6
- Serbes : 3
- Valaques : 1